# Gogarten
Gogarten ist eine Ortschaft in der Gemeinde Marienheide im Oberbergischen Kreis, Nordrhein-Westfalen, Deutschland.

## Lage und Beschreibung
Der Ort liegt etwa 3,1 km in südwestlicher Richtung vom Hauptort entfernt an der Bundesstraße B256 im Tal der Wipper und des Obergogartener Baches. Gogarten besteht aus den ehemals abgegrenzt voneinander liegenden Ortschaften Ober- und Niedergogarten. Nachbarorte sind Krommenohl, Kempershöhe und Sattlershöhe.

## Geschichte
Im Jahr 1443 wurde der Ort das erste Mal urkundlich erwähnt im Zusammenhang mit „Einkünften und Pflichten des Kölner Apostel-Stiftes“; die Schreibweise der Erstnennung war Godegarden.
In der Literatur wird erwähnt, dass im Jahr 1723 Theodor Wilhelm Cramer von dem Kloster Marienheide ein Grundstück bei Gogarten pachtete, um dort eine Pulvermühle zu errichten. Wo die Pulvermühle genau lag, kann nicht genau bestimmt werden. Einst befand sich in Gogarten auch eine Wassermühle, vermutlich eine Fruchtmahlmühle, die 1871 von Carl Aschenberg errichtet wurde.
Der historische Ortskern lag etwa im Bereich des Königsheider Weges, der von der Wipperfürther Straße in nördlicher Richtung zur Kempershöhe abzweigt. Unter Denkmalschutz stehen das 2-geschossige Bruchsteinhaus Wipperfürther Straße 41 und das langgestreckte 2-geschossige Haus Wipperfürther Straße 54 auf der gegenüberliegenden nördlichen Straßenseite.

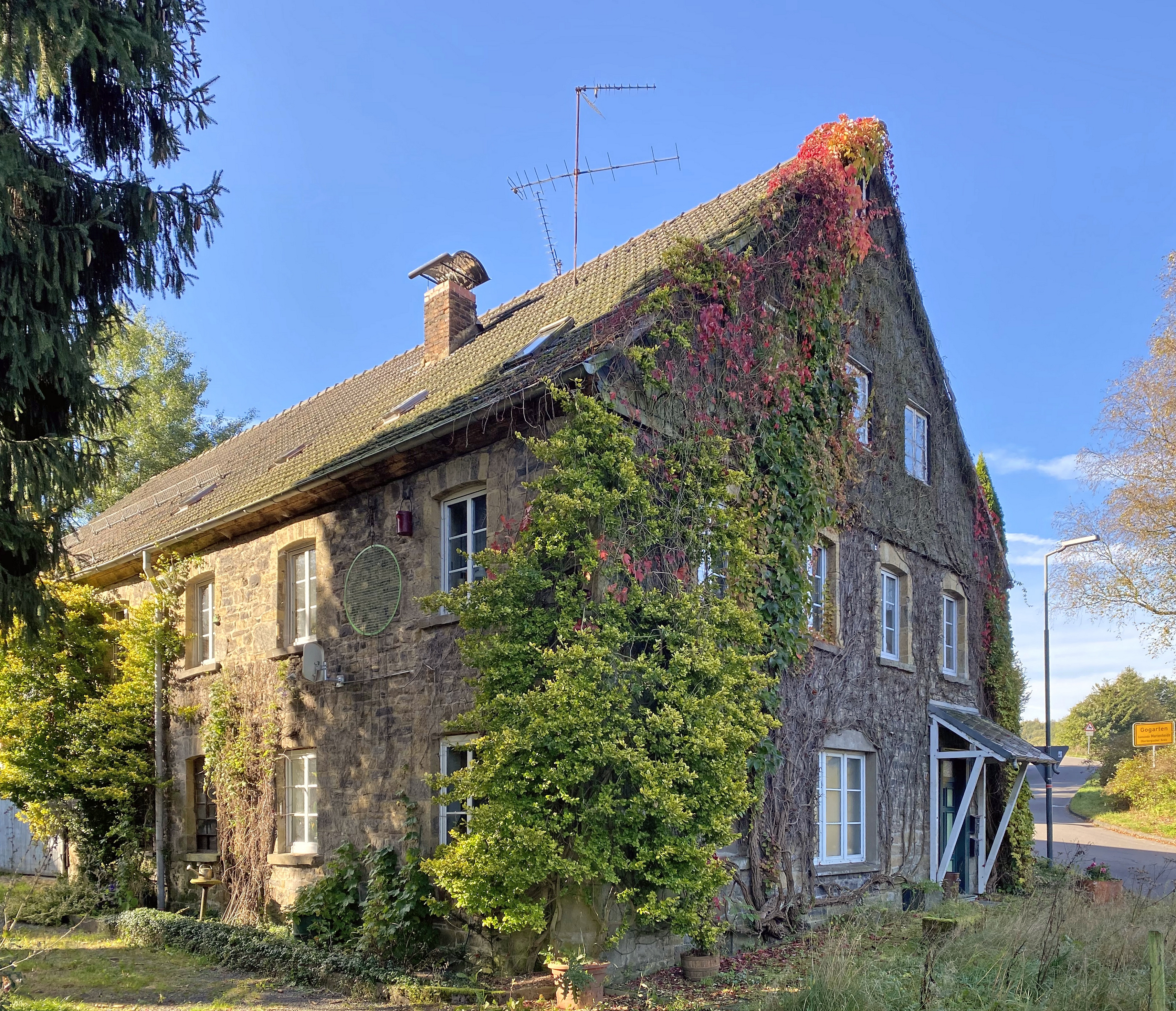
Baudenkmal Wipperfürther Str. 41
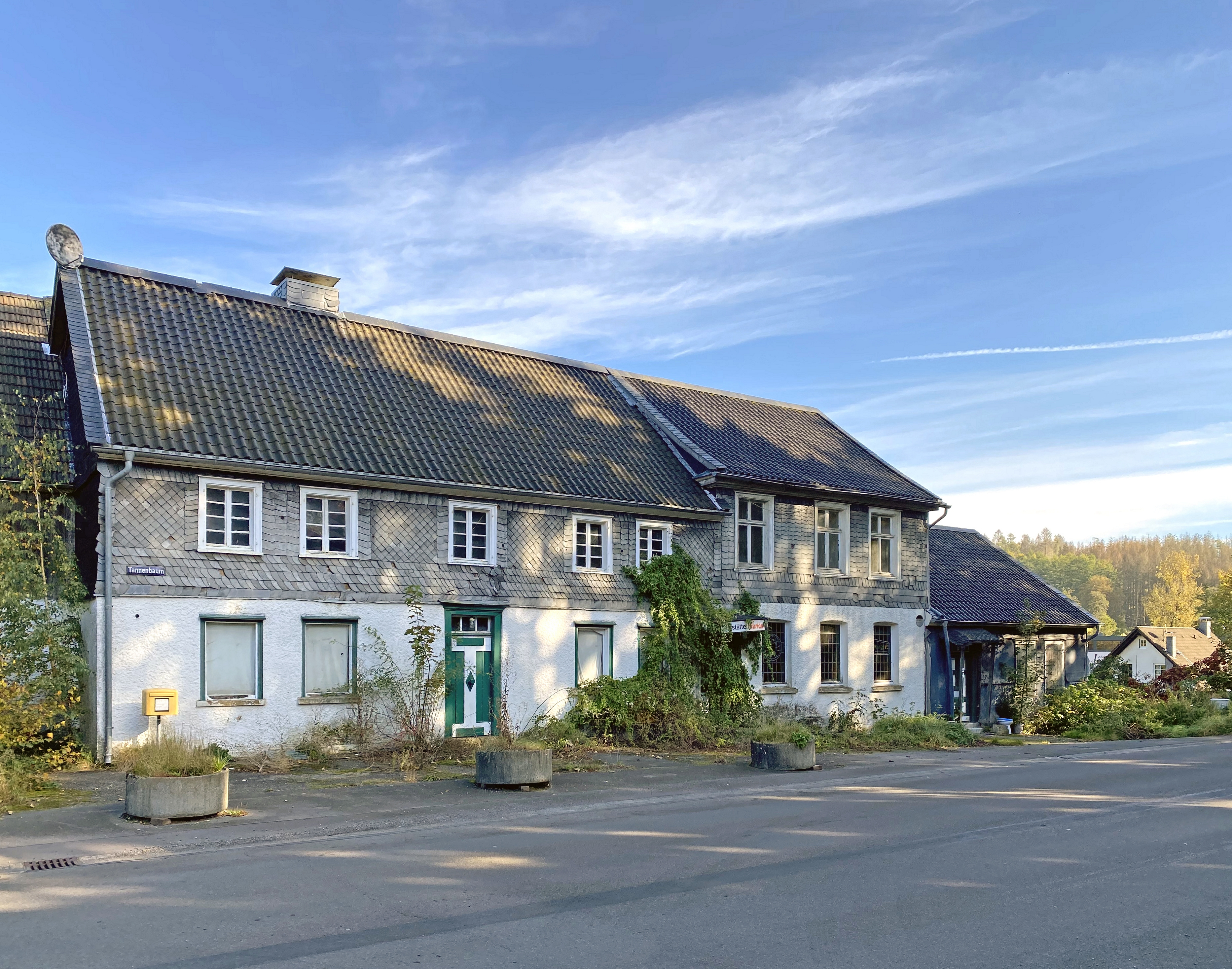
Baudenkmal Wipperfürther Str. 54
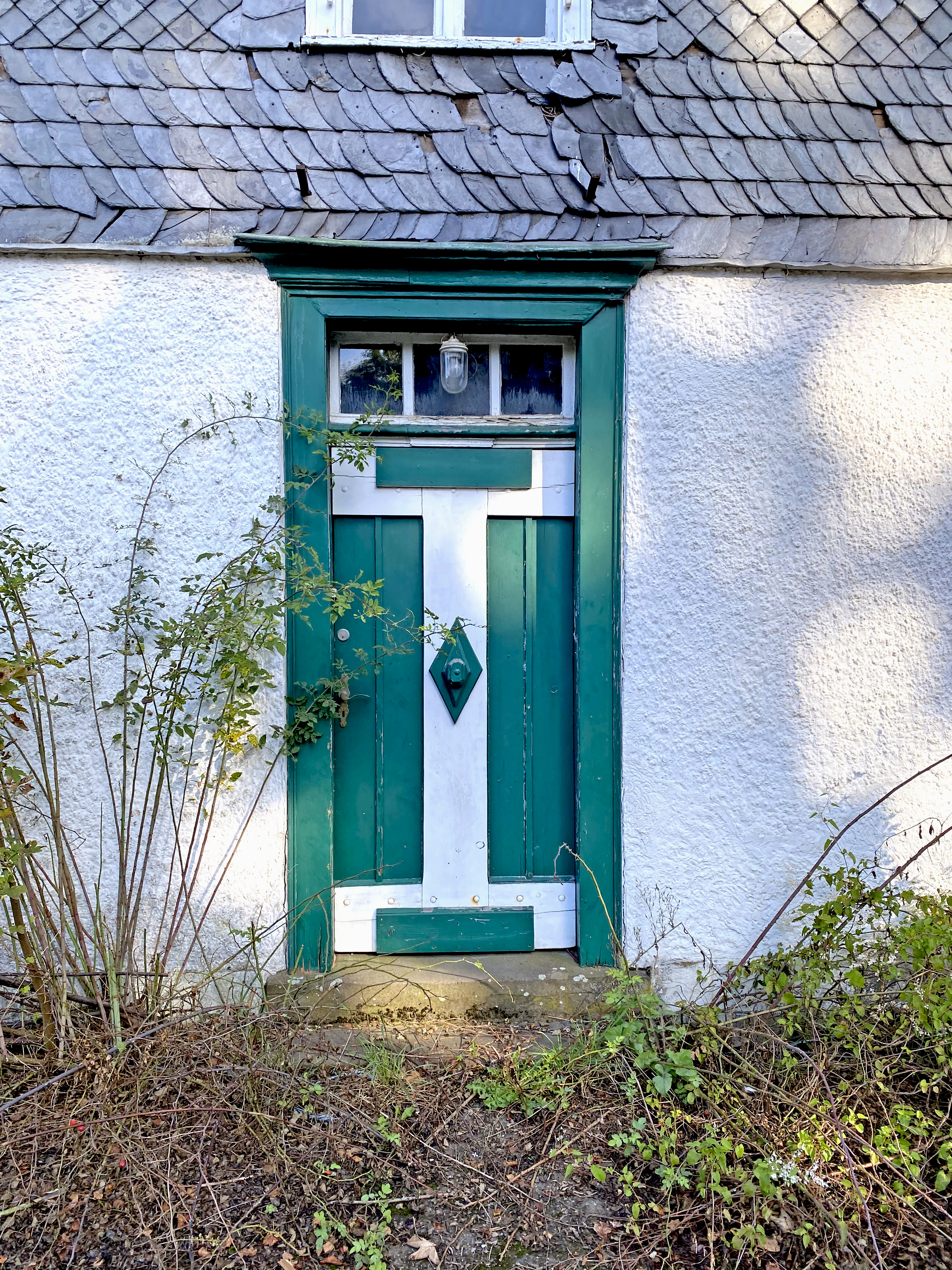
Tür Wipperfürther Str. 54

Mit dem 1902 erfolgten Ausbau der Eisenbahnstrecke über Wipperfürth hinaus bis nach Marienheide, erhielt Gogarten einen Haltepunkt an der Wippertalbahn. Güter- und Personenverkehr endeten mit der Einstellung des Bahnbetriebes auf dem Streckenabschnitt Wipperfürth Ost und Marienheide im Jahre 1985. Auf der Trasse wurde zwischen Marienheide und Wipperfürth ein Radweg angelegt.
Ab 1995 verschwinden aus den topografischen Karten die Ortsbezeichnungen Ober- und Niedergogarten. Stattdessen wird nun die Ortsbezeichnung „Gogarten“ verwendet.

## Freizeit

### Märchenwald
Noch bis in die 1970er Jahre existierte auf dem Gelände der ehemaligen Pulverfabrik ein Märchenwald, der für Familien mit Kindern in der Region eine Attraktion darstellte. Das Gelände bestand aus kleinen umzäunten Parzellen, auf denen sich Dioramen mit Märchenszenen befanden, deren Protagonisten auf Knopfdruck in Bewegung zu setzen und zum „Sprechen“ zu bewegen waren.
Als in den 1980er Jahren in Deutschland die ersten Freizeitparks eröffneten, musste wegen der nunmehr starken Konkurrenz und der dadurch verursachten Unrentabilität der Märchenwald geschlossen werden.

### Wander- und Radwege
- An Gogarten führt der SGV Bezirkswanderweg 6 (Wupperweg) von der Quelle zur Mündung der Wupper vorbei.
- Durch den Ort hindurch führt die interregionale Radroute Wasserquintett, ein Projekt im Rahmen der Regionale 2010.

### Dynamitfabrik
Im Ort bestand von 1885 bis 1898 die Dynamitfabrik Cramer & Buchholz. Erkennbar sind heute noch Reste der ehemaligen Fabrikgebäude im Waldgebiet oberhalb Gogartens.
Die Produktion wurde 1898 nicht eingestellt, sondern erweitert. Es gibt einen Bauantrag von 1898, Hinweise auf die Erweiterung 1898 und als Datum der Einstellung der Produktion wird 1911 genannt.

## Busverbindungen
Über die im Ort gelegene Haltestelle der Linie 336 (VRS/OVAG) ist Gogarten an den öffentlichen Personennahverkehr angebunden.